# 仁川南洞警察署
仁川南洞警察署（インチョンナムドンけいさつしょ）は、仁川地方警察庁所管の警察署である。

## 管轄区域
- 南洞区（仁川論峴警察署管内を除く）

## 沿革
- 1987年9月3日 - 南部警察署として開署。
- 2001年12月27日 - 仁川南洞警察署に改称。
- 2017年9月22日  - 仁川論峴警察署開設に伴い、仁川論峴警察署管内の地区隊、派出所を移管。

## 組織
- 警務課
- 生活安全課
- 警備交通課
- 刑事課
- 捜査課
- 情報保安課
- 女性青少年課

## 管轄地区隊
- 万月地区隊
- 万寿地区隊
- 九月地区隊
- 論峴地区隊
- 間石地区隊

## 管轄派出所
- 間石4派出所
- 西昌派出所
- 南洞工団派出所